# 益山市

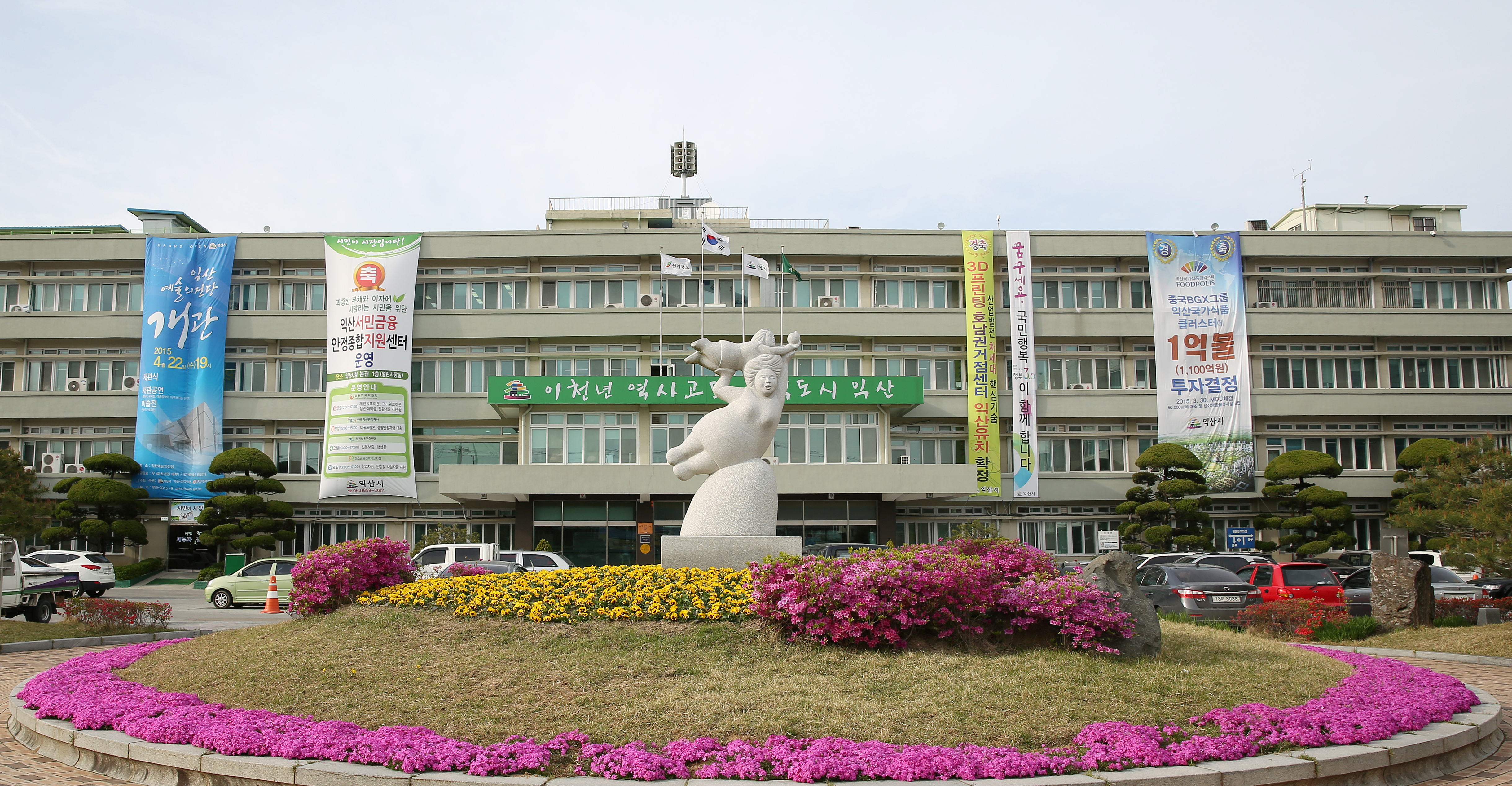
益山市庁

益山市（イクサンし）は、大韓民国全北特別自治道の市。

## 地理
全北特別自治道西北部に位置し、北は錦江を隔てて忠清南道論山市、扶餘郡、西は全北特別自治道群山市、南は同金堤市、東は完州郡と接する。

## 歴史
百済の金馬渚の地。市街地には所力只、北部には甘勿阿、礪山地区は只良肖・閼也山が置かれていた。三国統一後、新羅は高句麗の安勝を報徳国王に封じてここに住まわせた。景徳王は金馬・沃野・咸悦・礪良・野山として編成した。高麗時代は野山を朗山に改名し、14世紀には金馬郡を中心に益州が設置され、咸悦を龍安に改名した。李氏朝鮮時代は1400年に礪山県、1413年に益山郡と安悦県が設置されたが、安悦県はすぐに咸悦・龍安に戻した。植民地時代の1931年、郡の中心である益山面（村）が益山邑（町）に昇格、さらに裡里邑と改称された。1947年裡里府に昇格し、1949年裡里市と改称した。
1977年11月11日、裡里駅爆発事故が起こり、死者59人、負傷者1,343人、被災1,982世帯という大惨事となった。1995年益山郡と合併して益山市が新設されている。2004年に北朝鮮で発生した龍川駅列車爆発事故では市民的な救援運動が起こった。

### 益山市、裡里市
- 1947年2月23日 - 益山郡裡里邑が裡里府に昇格。
- 1947年11月8日 - 益山郡北一面・五山面のそれぞれ一部を編入。
- 1949年8月15日 - 裡里府が裡里市に改称。
- 1974年7月1日 - 益山郡北一面を編入。
- 1977年11月11日 - 裡里駅爆発事故。
- 1983年2月15日 - 益山郡八峯面および春浦面の一部を編入。
- 1995年5月10日 - 裡里市・益山郡が合併し、益山市が発足（1邑14面）。

### 益山郡
- 1906年 - 全州郡より旧・沃野県だった東一面、西一面、南一面、南二面、北一面の5面と紆北面(旧・紆州県)を編入。
- 1911年8月 - 益山郡の首都が郡内面（現在の金馬面）から南一面に移転。
- 1914年4月1日 - 郡面併合により、益山郡・龍安郡・礪山郡および咸悦郡の大部分を益山郡として編成。益山郡に以下の面が成立。東一面と南一面は益山面に、西一面と南二面は五山面に統廃合された。紆北面と帝石面が合併して王宮面となった。（18面）。
  - 益山面・五山面・春浦面・三箕面・八峯面・金馬面・王宮面・北一面・龍安面・咸羅面・黄登面・熊浦面・聖堂面・咸悦面・砺山面・朗山面・皇華面・望城面
- 1915年 - 望城面の一部が忠清南道論山郡江景面に編入（18面）。
- 1931年4月1日 - 益山面が益山邑に昇格（1邑17面）。
- 1931年11月1日 - 益山邑が裡里邑に改称（1邑17面）。
- 1947年
  - 2月23日 - 裡里邑が裡里府に昇格・分離（17面）。
  - 11月8日 - 北一面・五山面のそれぞれ一部が裡里府に編入（17面）。
- 1963年1月1日 - 皇華面が忠清南道論山郡に移管され、新設の錬武邑の一部になる[2]（16面）。
- 1973年7月1日 - 王宮面の一部が完州郡参礼邑に編入（16面）。
- 1974年7月1日 - 北一面が裡里市に編入（15面）。
- 1979年5月1日 - 咸悦面が咸悦邑に昇格（1邑14面）。
- 1983年2月15日 - 八峯面および春浦面の一部が裡里市に編入（1邑13面）。
- 1986年4月1日 - 龍安面龍東出張所を龍東面に昇格（1邑14面）。
- 1995年5月10日 - 益山郡が裡里市と合併し、益山市が発足。益山郡消滅。

## 行政

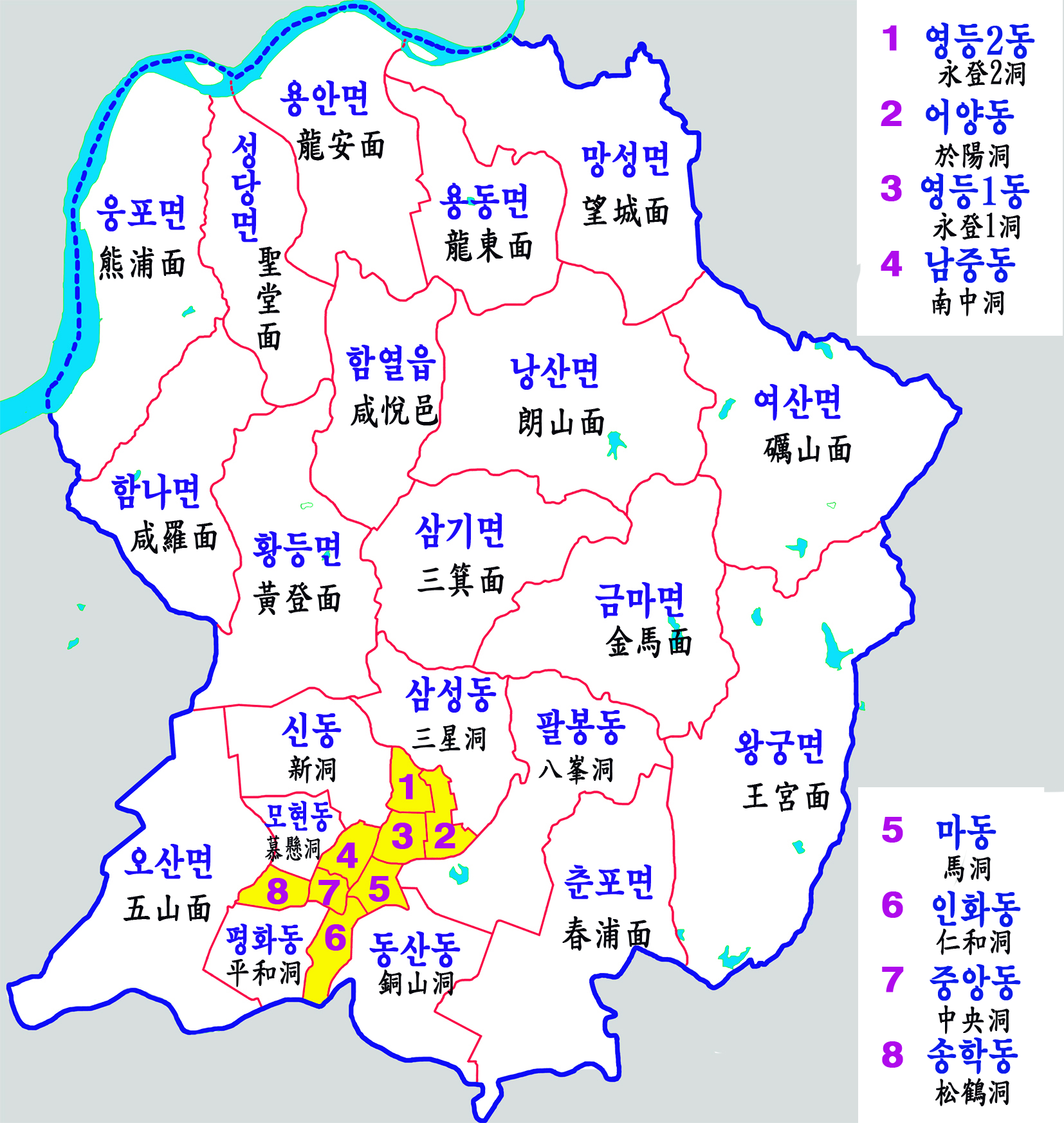
行政区域図

### 行政区域
| 行政洞・邑・面 | 法定洞・法定里                                                                                         |
| -------------- | --- |
| 中央洞         | 昌仁洞1街、昌仁洞2街、中央洞1街、中央洞2街、中央洞3街、葛山洞                                          |
| 平和洞         | 平和洞、木川洞                                                                                         |
| 仁和洞         | 珠峴洞、仁和洞1街、仁和洞2街                                                                           |
| 銅山洞         | 銅山洞、石灘洞、金江洞                                                                                 |
| 馬洞           | 馬洞                                                                                                   |
| 南中洞         | 南中洞                                                                                                 |
| 慕県洞         | 慕県洞                                                                                                 |
| 松鶴洞         | 松鶴洞                                                                                                 |
| 永登1洞        | 永登洞                                                                                                 |
| 永登2洞        | 永登洞                                                                                                 |
| 於陽洞         | 於陽洞                                                                                                 |
| 新洞           | 新洞、万石洞、玄永洞、新龍洞                                                                           |
| 八峰洞         | 八峰洞、徳基洞、隠基洞、石旺洞、龍堤洞、石岩洞、新興洞                                                 |
| 三星洞         | 富松洞、鼎足洞、林相洞、月城洞                                                                         |
| 咸悦邑         | 南堂里、多松里、石梅里、瓦里、龍池里、屹山里                                                           |
| 五山面         | 南田里、木川里、松鶴里、新池里、永万里、五山里、長新里                                                 |
| 春浦面         | 徳実里、三浦里、信洞里、双亭里、梧山里、龍淵里、仁寿里、倉坪里、川東里、川西里、春浦里                 |
| 三箕面         | 間村里、箕山里、西豆里、蓮洞里、五龍里、龍淵里                                                         |
| 金馬面         | 葛山里、箕陽里、東古都里、山北里、西古都里、新龍里、龍唇里                                             |
| 王宮面         | 光岩里、九徳里、都巡里、東鳳里、東龍里、東村里、鉢山里、双堤里、温水里、王宮里、龍華里、平章里、興岩里 |
| 龍安面         | 校洞里、蘭浦里、徳龍里、冬至山里、法聖里、石洞里、松山里、龍頭里、中新里、昌里、七牧里                 |
| 龍東面         | 九山里、大鳥里、龍城里、花盃里、花実里、興旺里                                                         |
| 咸羅面         | 金城里、多望里、新垈里、新登里、新木里、咸悦里                                                         |
| 黄登面         | 九子里、東蓮里、新基里、新城里、龍山里、栗村里、竹村里、黄登里                                         |
| 熊浦面         | 古倉里、大鵬岩里、孟山里、松川里、熊浦里、笠店里、帝城里                                               |
| 聖堂面         | 葛山里、大仙里、杜洞里、富谷里、聖堂里、瓦草里、長善里                                                 |
| 砺山面         | 斗余里、砺山里、済南里、源水里、台城里、壺山里                                                         |
| 朗山面         | 亀坪里、朗山里、三潭里、石泉里、城南里、龍機里、虎岩里                                                 |
| 望城面         | 内村里、茂形里、新鵲里、漁梁里、長善里、華山里                                                         |

### 警察
- 益山警察署

### 消防
- 益山消防署

## 交通

### 鉄道
- 湖南高速線
  - 益山駅
- 湖南線
  - 龍東駅 - 咸悦駅 - 黄登駅 - 益山駅
- 全羅線
  - 益山駅 - 東益山駅
- 長項線
  - 木川信号所 - 益山駅

益山駅は、全羅線が東に、湖南線が西に分岐する交通の要所であり、KTXを含めたすべての旅客列車が停車する。KTXでソウル特別市の龍山駅まで最速1時間4分、西大田駅まで約57分、光州松汀駅まで最速27分、全州駅まで約16分、麗水エキスポ駅まで約1時間34分。長項線で天安駅へ約2時間20分。

### 道路
高速道路
- 湖南高速道路
  - 参礼インターチェンジ - 益山ジャンクション、礪山サービスエリア
- 益山-浦項高速道路
  - 益山ジャンクション

国道
- 国道1号線、23号線が市域を通過している。

バス
- 益山共用バスターミナル　益山駅の南1kmに所在する。正式には、高速バスの益山高速バスターミナルと市外バスの益山市外バスターミナルに分かれているが、同一である。
  - 高速バスは、ソウル高速バスターミナル（セントラル）へは30分間隔で所要時間2時間45分。仁川へは60～90分間隔。
  - 市外バスは、ソウル南部バスターミナルへは40分間隔で運行。光州へは40分間隔で運行。大邱での発着場所は大邱西部市外バスターミナル。釜山総合バスターミナルへは1日9往復運行。また、金堤・扶安郡・高敞郡などへの便がある。

## 経済

### 主な産業
軽工業が発達した1960年代、サンバンウルとテッチャンなどで代表された衣類産業が発達した。
現在は宝石加工業と食品産業が発達する都市だ。市内の工団に宝石加工を専門でする益山宝石産業団地があって以外益山第1~4産業団地が造成されてある。
また、王宮面にフードポリスを造成しているなど、全北特別自治道の食品産業を代表する地域である。

#### 特産物
- 米

#### 益山市に本社を置く企業
- ハリム
- ハリム持株会社

#### 益山市に工場・拠点を置く主な企業
- LG化学
- オリオン製菓
- OCI
- ハリム
- ヘテ製菓
- サンバンウル

## 観光

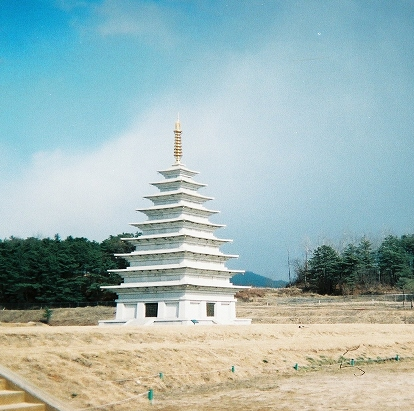
弥勒寺址

7世紀百済の武汪が建立したとされる弥勒寺石塔（大韓民国国宝11号、および世界遺産「百済考古遺跡」の一部）が残り、寺跡に彌勒寺址博物館も整備されている。さらに熊本県の江田船山古墳との関連性が指摘される副葬品を出土した5世紀の笠店里古墳や1906年建立の華山天主教会、益山宝石博物館などもある。

## 教育
- 圓光大学校
- 全北大学校 益山キャンパス

## 友好都市
- 日本国大分県豊後大野市
  - 豊後大野市に伝わる真名野長者伝説と益山市の武王説話には類似点が多く、それが縁で締結。
- 中華人民共和国江蘇省鎮江市